# Tréogan
Cet article possède un paronyme, voir Tréogat.
Tréogan [tʁeɔɡɑ̃] est une commune française située dans le département des Côtes-d'Armor, en région Bretagne.

## Géographie
La paroisse faisait partie du territoire breton traditionnel du pays Fisel. La commune est située à l'extrémité orientale du département du Finistère, à la limite de ceux du Morbihan et des Côtes-d'Armor, en plein cœur du Kreiz Breizh, dans le triangle formé par les villes de Carhaix, Gourin et Rostrenen.
Tréogan est dans une dépression située à l'extrémité orientale du versant nord des montagnes Noires (qui culminent à 286 mètres, mais ce sommet et les autres sont situés dans la commune de Langonnet (Morbihan), au-delà de la limite sud de la commune), une autre ligne de hauteurs appalachiennes culminant au Menez Gliguéric, à 304 m d'altitude, mais ce sommet est situé dans la commune de Plévin (Côtes-d'Armor), au nord de la limite nord de la commune de Tréogan ; le bourg est vers 214 m d'altitude, mais le relief s'abaisse jusqu'à 136 mètres d'altitude à l'extrémité ouest du finage communal, au niveau de la confluence entre le ruisseau de Goaranvec (affluent de rive gauche de l'Hyère) et son propre affluent, le ruisseau de Saint-Conogan, qui servent d'ailleurs tous les deux de limite communale, le premier cité avec Langonnet et Gourin, le second cité avec Motreff.
Tréogan a un paysage rural traditionnel de bocage avec habitat dispersé en hameaux et fermes isolées.
La commune est traversée par la route départementale 3, provenant de Gourin (elle se nomme RD 302 pour sa partie située dans le département du Morbihan) et allant jusqu'à Rostrenen après avoir traversé Glomel.
|                        | Motreff Finistère  |        |
| Saint-Hernin Finistère | Tréogan            | Plévin |
| Gourin Finistère       | Langonnet Morbihan |        |

### Hydrographie
Pour un article plus général, voir Réseau hydrographique des Côtes-d'Armor.
La commune est située dans le bassin Loire-Bretagne. Elle est drainée par le Goaranvec et le ruisseau de Saint-gonogan,,.
Le Goaranvec, d'une longueur de 15 km, prend sa source dans la commune de Plévin et se jette  dans le canal de Nantes à Brest au niveau de la commune de Motreff, après avoir traversé six communes. 

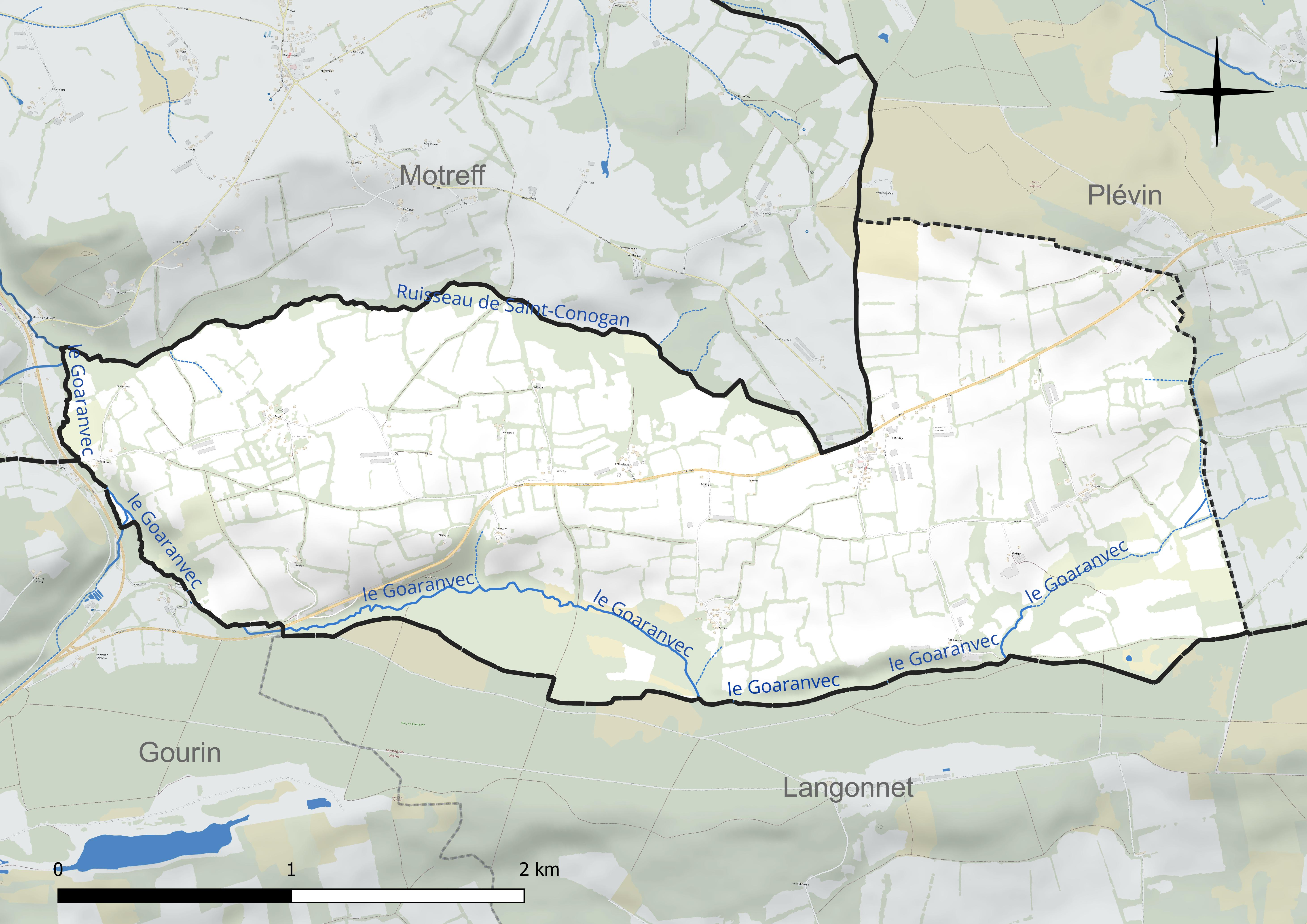
Réseau hydrographique de Tréogan.

### Climat
Pour des articles plus généraux, voir Climat de la Bretagne et Climat des Côtes-d'Armor.
En 2010, le climat de la commune est de type climat océanique franc, selon une étude du CNRS s'appuyant sur une série de données couvrant la période 1971-2000. En 2020, Météo-France publie une typologie des climats de la France métropolitaine dans laquelle la commune est exposée à un climat océanique et est dans la région climatique  Finistère nord, caractérisée par une pluviométrie élevée, des températures douces en hiver (6 °C), fraîches en été et des vents forts. Parallèlement l'observatoire de l'environnement en Bretagne publie en 2020 un zonage climatique de la région Bretagne, s'appuyant sur des données de Météo-France de 2009. La commune est, selon ce zonage, dans la zone « Monts d'Arrée », avec des hivers froids, peu de chaleurs et de fortes pluies.  
Pour la période 1971-2000, la température annuelle moyenne est de 10,6 °C, avec  une amplitude thermique annuelle de 11,6 °C. Le cumul annuel moyen de précipitations est de 1 246 mm, avec 16,1 jours de précipitations en janvier et 9,3 jours en juillet. Pour la période 1991-2020, la température moyenne annuelle observée sur la station météorologique la plus proche, située sur la commune de Carhaix-Plouguer à 11 km à vol d'oiseau, est de 11,4 °C et le cumul annuel moyen de précipitations est de 1 112,4 mm,. Pour l'avenir, les paramètres climatiques de la commune estimés pour 2050 selon différents scénarios d’émission de gaz à effet de serre sont consultables sur un site dédié publié par Météo-France en novembre 2022.

## Urbanisme

### Typologie
Au 1er janvier 2024, Tréogan est catégorisée commune rurale à habitat très dispersé, selon la nouvelle grille communale de densité à 7 niveaux définie par l'Insee en 2022.
Elle est située hors unité urbaine. Par ailleurs la commune fait partie de l'aire d'attraction de Carhaix-Plouguer, dont elle est une commune de la couronne,. Cette aire, qui regroupe 18 communes, est catégorisée dans les aires de moins de 50 000 habitants,.

### Occupation des sols
Le tableau ci-dessous présente l' occupation des sols de la commune en 2018, telle qu'elle ressort de la base de données européenne d’occupation biophysique des sols Corine Land Cover (CLC).
| Type d’occupation                             | Pourcentage | Superficie (en hectares) |
| --------------------------------------------- | ----------- | ------------------------ |
| Terres arables hors périmètres d'irrigation   | 0,15 %      | 1                        |
| Prairies et autres surfaces toujours en herbe | 6,3 %       | 44                       |
| Systèmes culturaux et parcellaires complexes  | 77,5 %      | 544                      |
| Forêts de feuillus                            | 7,0 %       | 49                       |
| Forêts de conifères                           | 6,6 %       | 46                       |
| Landes et broussailles                        | 0,6 %       | 4,5                      |
| Forêt et végétation arbustive en mutation     | 1,9 %       | 13,5                     |
| Source : Corine Land Cover                    |             |                          |

## Toponymie
Le nom de la localité est attesté sous la forme Treaugan en 1450, 1516, 1535, 1536 et en 1599.
Du toponyme breton treo et de l'anthroponyme Ogan. Le toponyme Treaugan (des XVe et XVIe siècles) renvoie à Augan dont la racine alcam (kam) en vieux breton pourrait avoir désigné un enclos circulaire,. Une autre hypothèse plus convaincante est que le nom signifie, par contraction, « trève de saint Conogan », la commune étant effectivement une ancienne trève de la paroisse de Plévin ; d'ailleurs un ruisseau qui parcourt la commune porte le nom de « ruisseau de Saint-Conogan », l'église paroissiale lui est dédiée et un hameau de la commune est dénommé "Beuzit", nom qui fait penser à Conogan de Beuzit, autre nom de saint Conogan.

## Histoire

### Antiquité
La voie romaine allant de Quimper à Corseul via Vorgium (Carhaix) passait par Tréogan.

### Moyen Âge
Issue d'un démembrement de la paroisse de l'Armorique primitive de Plévin, la paroisse eut initialement son centre au lieu-dit Coz-Tréogan, situé au sud du bourg actuel, en lisière de la forêt de Conveau.
En 1356, Jean, seigneur de Tréogan, avait une compagnie noble au service du roi Charles V. Les manoirs nobles de Pencoz, Kerleaugui, Kerfredin, Keraslan et le Mengui existaient à cette époque à Tréogan.

### Époque moderne
Cette commune est connue pour des faits liés à la Révolte des Bonnets rouges : le 14 juillet 1675, des paysans de Plévin et Tréogan contraignirent les moines de l'abbaye de Langonnet à accepter le retour aux anciennes coutumes pour la mesure censive de l'abbaye et les droits de lods et ventes.
Jean-Baptiste Ogée décrit ainsi Tréogan en 1778 :

« Tréogat [en fait Tréogan], dans un fond, à dix lieues un tiers à l'est-nord-est de Quimper, son évêché, à 31 lieues de Rennes et à 1 lieue deux-tiers de Gourin, sa subdélégation. Cette paroisse relève du Roi, ressortit à Carhaix et compte 550 communiants ; la cure est à l'alternative. Le territoire n'est composé que de monticules nommés les Montagnes Noires, qui forment une chaîne depuis Évran jusqu'à Crozon, de manière que la plus grande partie du terroir est absolument inculte ; on y vit en outre la forêt de Conveau qui a deux lieues de circuit. »

### Révolution française
Tréogan fut érigée en commune en 1790, mais ensuite rattachée à nouveau à Plévin jusqu'en 1844, date à laquelle elle redevint une commune indépendante par l'ordonnance du 16 août 1844.

### XIXesiècle
A. Marteville et P. Varin, continuateurs d'Ogée, décrivent ainsi Tréogan en 1845 :

« Tréogan (sous l'invocation de saint Conogan), commune formée par l'ancienne paroisse du même nom. (...) Principaux villages : Kernon, Kerleur, Kerfrère, Kervern, Kergrec'h, Keralain, le Buzit, Hallegulen, Ty-Douvou. Superficie totale : 18 ha 84 ares dont (...) terres labourables 312 ha, prés et pâtures 72 ha, bois 12 ha, vergers et jardins 18 ha, landes et incultes 278 ha (...) Moulin-Blanc, à eau. Cette commune n'a pas de succursale, le desservant de Plévin bine [dessert les deux paroisses] avec celui de Tréogan. Géologie : schiste argileux. On parle le breton. »

La portion de la route royale n° 169 (actuelles routes départementales n°1 du Morbihan et n° 3 des Côtes-d'Armor) allant de Tréogan via Conveau et Gourin  à la limite départementale du Finistère en passant par Roudouallec, fut le dernier tronçon de l'axe routier allant de Quimper à Saint-Brieuc à être aménagé à partir de 1846.
Un malheureux fait divers survenu le 10 octobre 1895, une tentative d'assassinat d'une domestique par la femme qui l'employait, affaire dénommée dans les journaux « Le mystère de Tréogan », montre qu'à l'époque la plupart des habitants de Tréogan ne parlaient que le breton : parlant des témoins lors du procès qui se tint en avril 1896, Le Petit Journal écrit : « On entend ensuite plusieurs habitants de Tréogan. Un interprète doit traduire les dépositions de la plupart d'entre eux ».

### XXesiècle

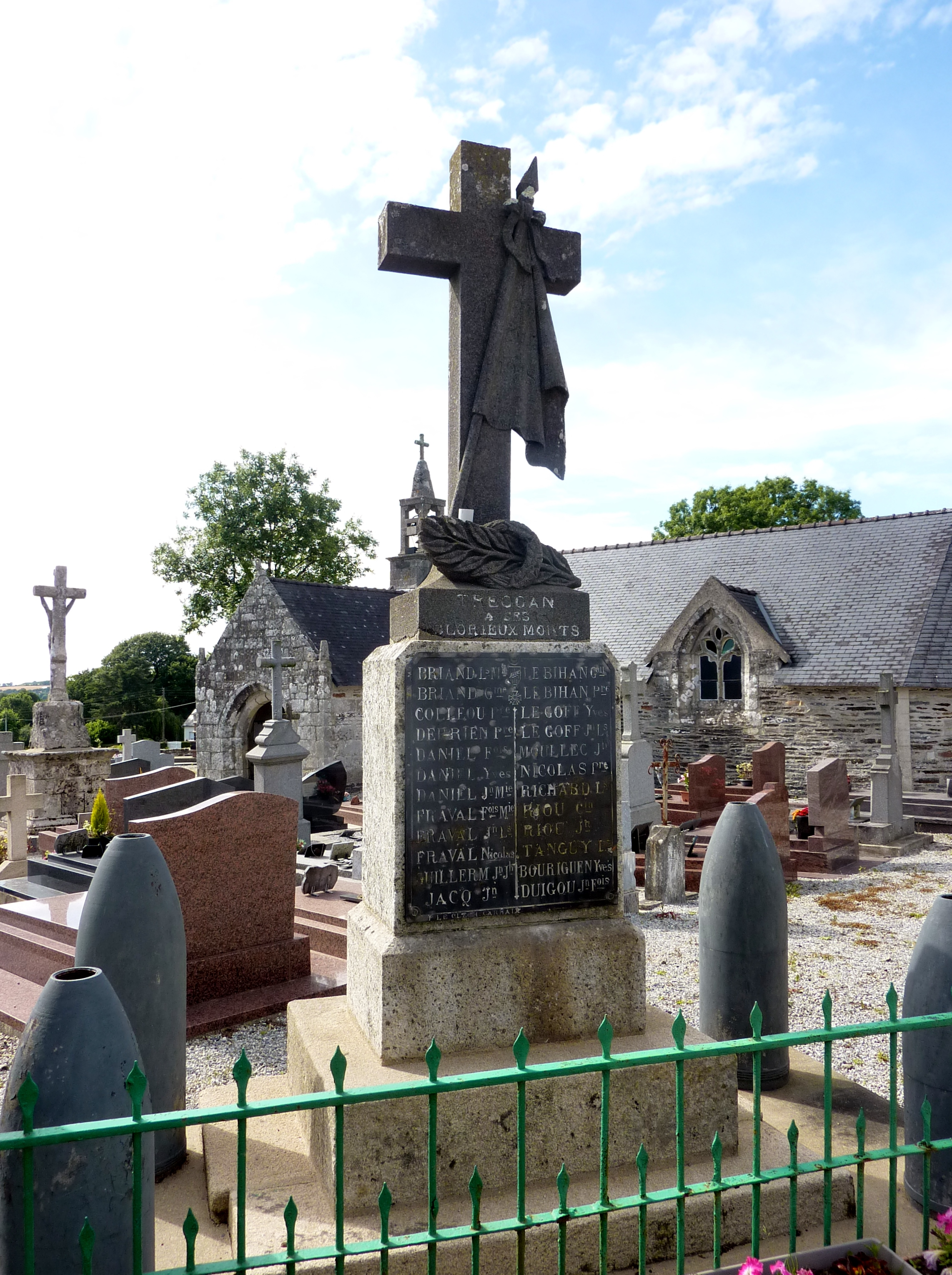
Le monument aux morts de Tréogan.

#### Première Guerre mondiale
Le monument aux morts de Tréogan porte les noms de 22 soldats morts pour la France pendant la Première Guerre mondiale ; parmi eux, un (Guillaume Briand) est mort en Belgique dès 1914 ; un (Yves Daniel) est mort en captivité en Allemagne ; les autres sont décédés sur le sol français dont trois portant le même nom de famille (François Fraval, Jean Fraval, Nicolas Fraval).

## Héraldique
De gueules à trois coquilles d'or.

## Politique et administration
| Période                                  | Période      | Identité        | Étiquette             | Qualité                                                  |
| ---------------------------------------- | ------------ | --------------- | --------------------- | -------------------------------------------------------- |
| mars 1959                                | octobre 1973 | Ernest David    | PCF                   | Conseiller général du canton de Maël-Carhaix (1961-1973) |
| janvier 1974                             | mars 1983    | Jean Goacolou   | SE, proche du PCF (*) | Agriculteur                                              |
| mars 1983                                | juillet 2021 | Honoré Lescoat  | DVD,                  | Agriculteur retraité                                     |
| juillet 2021                             | en cours     | Thierry Dahirel | Sans étiquette        | Agriculteur                                              |
| Les données manquantes sont à compléter. |              |                 |                       |                                                          |

(*) Jean Goacolou a parrainé la candidature de Georges Marchais pour l'élection présidentielle de 1981 (réf. JO du 15 avril 1981).

## Démographie
L'évolution du nombre d'habitants est connue à travers les recensements de la population effectués dans la commune depuis 1793. Pour les communes de moins de 10 000 habitants, une enquête de recensement portant sur toute la population est réalisée tous les cinq ans, les populations de référence des années intermédiaires étant quant à elles estimées par interpolation ou extrapolation. Pour la commune, le premier recensement exhaustif entrant dans le cadre du nouveau dispositif a été réalisé en 2007.

En 2022, la commune comptait 107 habitants, en évolution de +7 % par rapport à 2016 (Côtes-d'Armor : +1,78 %, France hors Mayotte : +2,11 %).
| 1793 | 1800 | 1806 | 1821 | 1831 | 1836 | 1841 | 1846 | 1851 |
| ---- | ---- | ---- | ---- | ---- | ---- | ---- | ---- | ---- |
| 193  | 243  | 284  | 240  | 286  | 301  | 295  | 308  | 307  |

| 1856 | 1861 | 1866 | 1872 | 1876 | 1881 | 1886 | 1891 | 1896 |
| ---- | ---- | ---- | ---- | ---- | ---- | ---- | ---- | ---- |
| 289  | 311  | 290  | 264  | 307  | 298  | 336  | 373  | 405  |

| 1901 | 1906 | 1911 | 1921 | 1926 | 1931 | 1936 | 1946 | 1954 |
| ---- | ---- | ---- | ---- | ---- | ---- | ---- | ---- | ---- |
| 418  | 424  | 381  | 362  | 322  | 307  | 309  | 282  | 233  |

| 1962 | 1968 | 1975 | 1982 | 1990 | 1999 | 2006 | 2007 | 2012 |
| ---- | ---- | ---- | ---- | ---- | ---- | ---- | ---- | ---- |
| 186  | 168  | 160  | 162  | 138  | 119  | 103  | 101  | 99   |

| 2017 | 2022 | - | - | - | - | - | - | - |
| ---- | ---- | - | - | - | - | - | - | - |
| 100  | 107  | - | - | - | - | - | - | - |

## Lieux et monuments

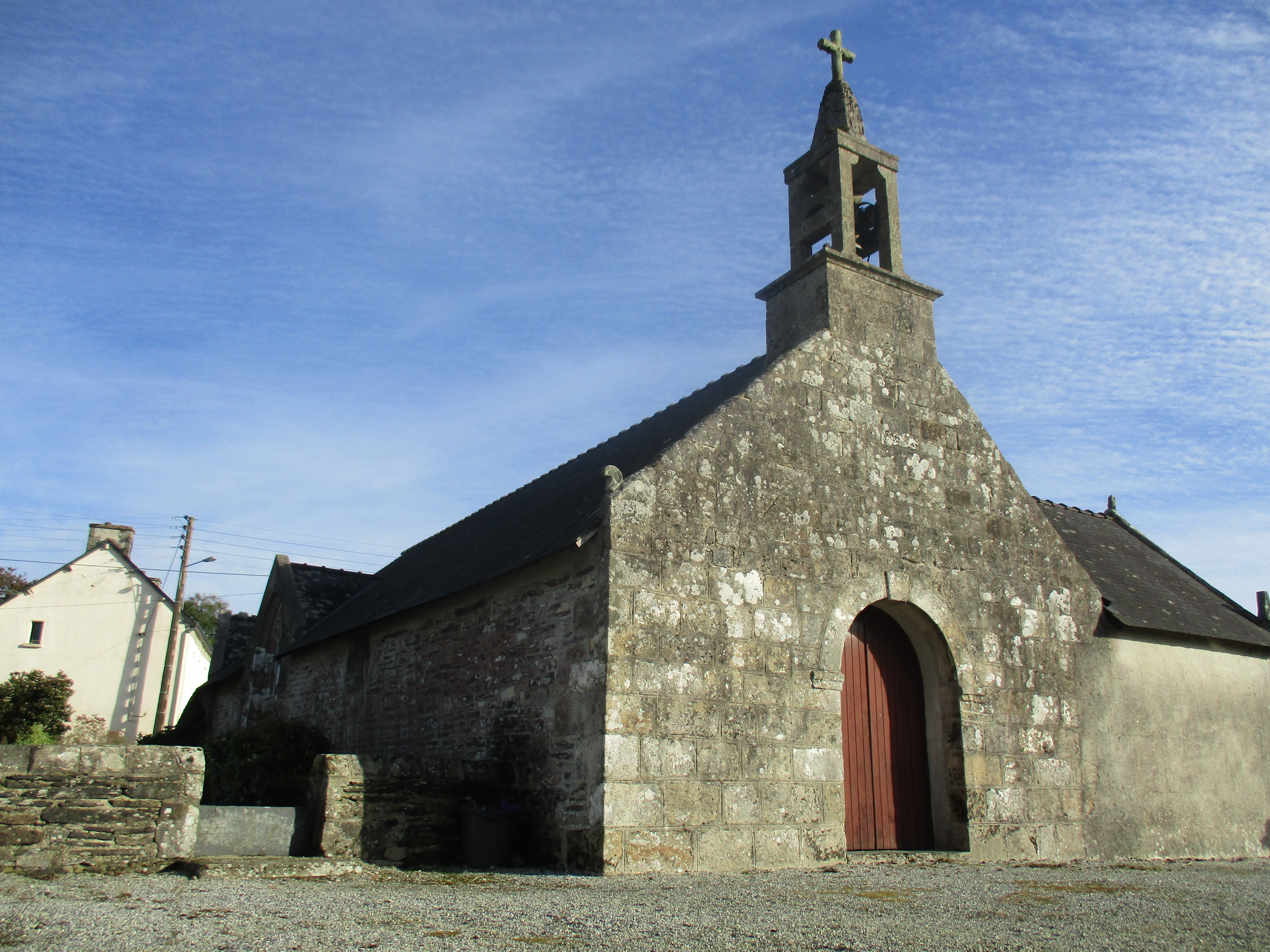
L'église Saint-Conogan.

- L'église Saint-Conogan et son enclos paroissial ; l'église paroissiale date de 1563-1566, mais a été reconstruite en 1965[33] ; elle possède une statue d'une Vierge à l'Enfant en tuffeau datant du XVIIIe siècle[34].

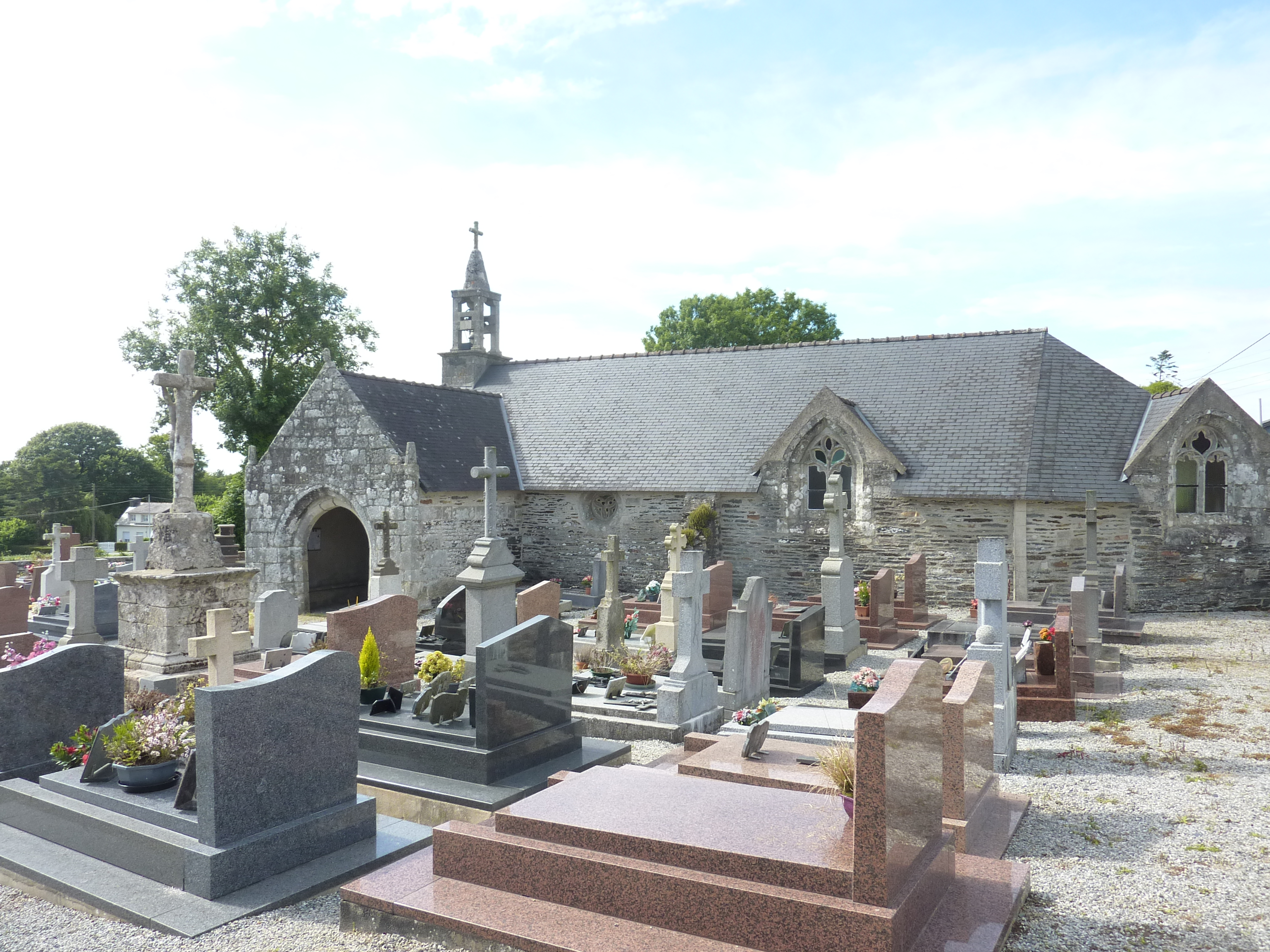
L'enclos paroissial de Tréogan : le cimetière, le calvaire et l'église paroissiale Saint-Conogan.

- Le calvaire du Buzit ;

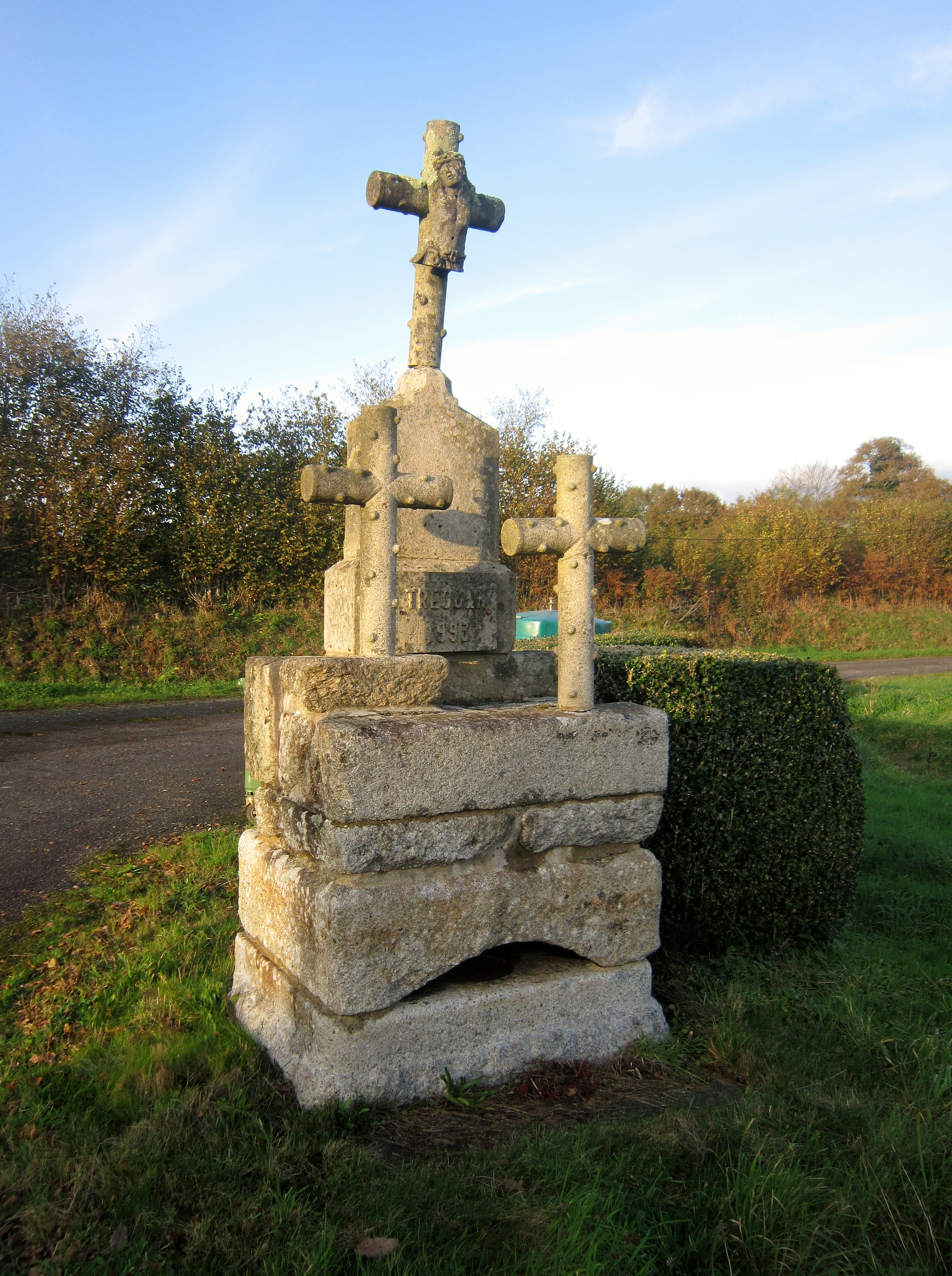
Le calvaire du Buzit.

- Salle polyvalente.